# Monbazillac (AOC)
Pour l’article homonyme, voir Monbazillac.
Le monbazillac est un vin liquoreux français produit au sud du vignoble de Bergerac, sur des coteaux pentus exposés au nord, en rive gauche de la Dordogne, dans les environs du village de Monbazillac. Il bénéficie d'une appellation d'origine contrôlée.

## Historique
Le monbazillac fait partie du vignoble de Bergerac. En cela, il partage une histoire commune avec l'appellation bergerac.
Dans les années 1930, un différend oppose un viticulteur de Gageac-et-Rouillac, commune voisine de Saussignac, à l'appellation monbazillac. Il perd son procès en 1934, la décision de justice excluant les producteurs de cette zone de la prestigieuse appellation de vin blanc liquoreux. 
L'AOC est reconnue par un décret du 15 mai 1936.

## Situation

### Aire géographique
L'appellation monbazillac couvre cinq communes : Colombier, Monbazillac, Pomport, Rouffignac-de-Sigoulès et Saint-Laurent-des-Vignes. Elle est située sur les coteaux de la rive gauche de la Dordogne.

### Géologie et orographie
Le vignoble est établi en coteaux à pente faible. Il repose sur des terrains sédimentaires de la fin de l'éocène et du début de l'oligocène.
Trois formations coexistent :
- les terrasses de la vallée de la Dordogne depuis Colombier jusqu'à Pomport, sont constituées de roches détritiques déposées par la rivière. Ce sont des graves (mélange de sable, gravier et limon) issues de l'érosion des roches magmatiques du Massif central. Le pH est plutôt acide et c'est un terrain relativement peu fertile qui se ressuie bien après de fortes pluies.
- le coteau appelé côte nord culmine au moulin de Malfourat et domine la ville de Bergerac. Il est constitué de calcaire moyennement fertile.
- Le plateau se présente ici comme une pente douce vers le sud et la vallée de la Gardonnette. La roche mère est la molasse de l'Agenais, une formation qui couvre une grande surface sur les hauteurs de plusieurs départements.

Ces sols sédimentaires assez riches demandent au viticulteur du soin pour éviter une trop grande végétation : choix du porte-greffe, fumure adaptée et légère, enherbement permanent pour créer une concurrence avec la vigne. Une vigueur modérée est nécessaire pour juguler la production.

### Climatologie
L'exposition du coteau nord préserve des ardeurs du soleil et l'exposition tournée vers la rivière favorise le développement de la pourriture noble. Dans cette zone, l'alternance d'humidité et de sec à l'automne favorise également la pourriture noble. Ce sont les vins de cette zone qui sont les plus susceptibles de porter la mention « sélection de grains nobles ». Les autres terroirs sont moins bien exposés pour favoriser la botrytisation du raisin. Ils produisent préférentiellement du vin moelleux.

## Le vignoble

### Encépagement
Les cépages principaux sont la muscadelle B, le sauvignon B, le sauvignon gris G et le sémillon B. Ces cépages forment le quatuor qui règne sans concurrence sur les vignobles à vin blanc de Bergerac, de Bordeaux et de Lot-et-Garonne. Leur adaptation au terroir est pluri-séculaire et leur aptitude à prendre la pourriture noble pour produire des vins liquoreux est bien connue.
Quelques parcelles de cépages accessoires perdurent. Elles peuvent être plantées de chenin B, d'ondenc B ou d'ugni blanc B. Elles sont toutefois limitées à 10 % de l'encépagement.

### Pratiques culturales
La densité de plantation des vignes est au minimum de 4 000 pieds par hectare. L'écartement entre ranges ne doit pas dépasser 2,5 mètres et l'écartement entre ceps dans le rang doit être au minimum de 0,80 mètre.
La taille de la vigne peut être à astes (nom local de la taille en guyot) ou à cots (nom local de la taille en gobelet). Le nombre d'yeux (ou bourgeons) porteurs de grappe ne peut excéder 15 par pied, mais le vigneron peut tailler plus long et sélectionner les plus vigoureux et les mieux situés sur le pied lors de l'épamprage. 
La hauteur du feuillage doit être au moins de 0,6 fois l'écartement entre les rangs. La surface foliaire (ensemble des feuilles de vigne exposées au soleil) doit être suffisante pour amener le raisin à une bonne maturité. C'est dans les feuilles qu'est fabriqué le sucre véhiculé par la sève élaborée, puisque c'est le siège de la photosynthèse. 
Les vignes doivent être tenues en bon état cultural et sanitaire. Le taux de pieds morts ou manquants ne doit pas dépasser 20 % sous peine de voir le rendement amputé du même pourcentage. Le viticulteur traite la vigne pour combattre les maladies cryptogamiques (mildiou, oïdium...) et doit maîtriser l'herbe sous la vigne en tondant ou en utilisant des herbicides. L'irrigation des vignes est interdite.

## La récolte

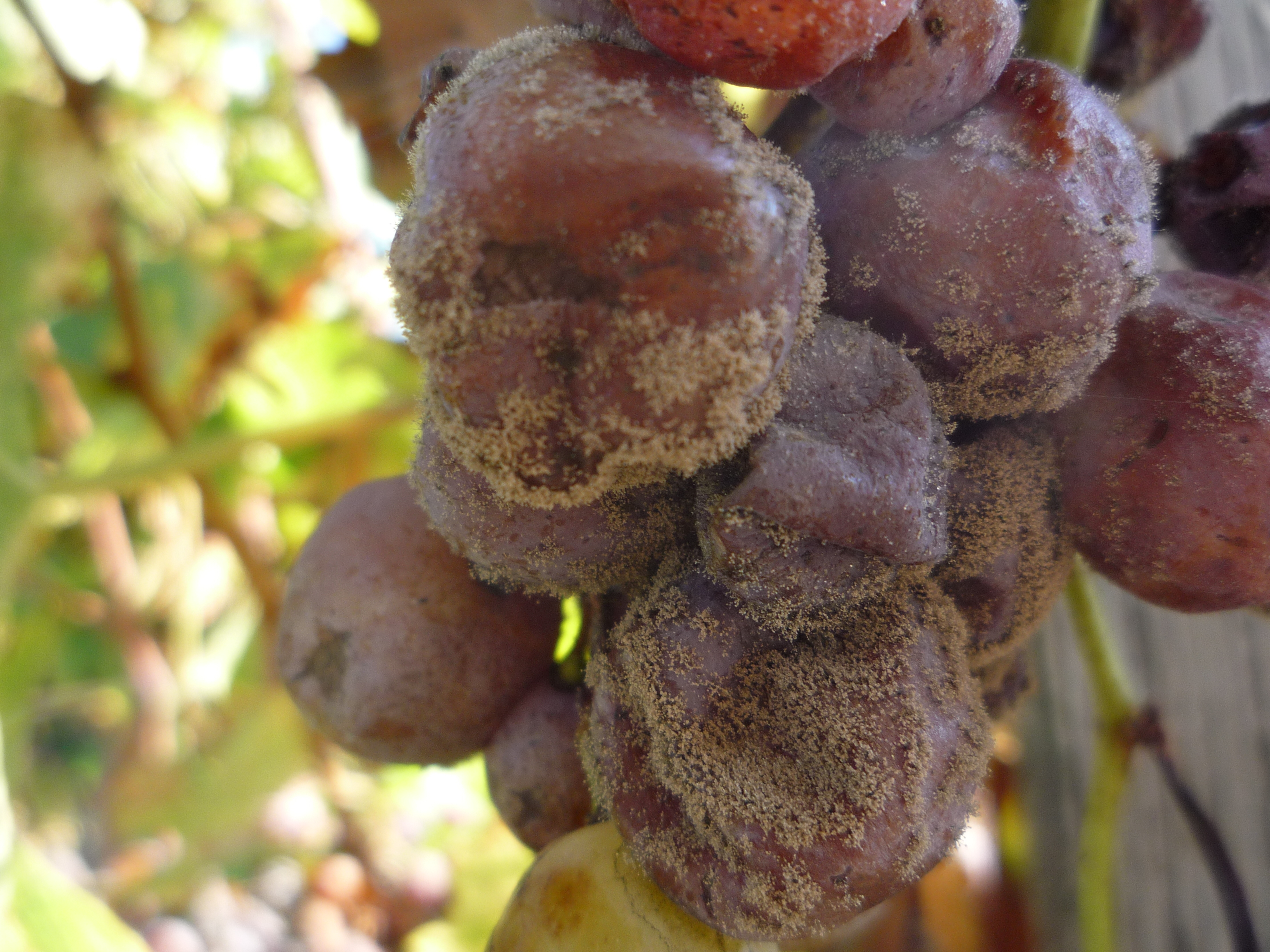
Grappe de sémillon B porteur de pourriture noble.

La quantité de raisin ne peut pas être supérieure à 8 000 kg par hectare. Cette quantité vinifiée ne peut dépasser 30 hectolitres de vin par hectare en rendement maximum et 40 hectolitres de vin par hectare en rendement butoir.
La récolte doit se faire en plusieurs tries, ce qui exclut de fait l'usage de la machine à vendanger. Cette pratique consiste à ne récolter que les grappes ou parties de grappe arrivées à l'objectif de maturité ou de pourriture noble. Les autres grappes sont laissées sur la plante afin d'y parfaire le mûrissement. Pour obtenir le droit de mentionner « sélection de grains nobles » sur l'étiquette, le tri de la récolte ne doit prendre que les grains botrytisés.
Le transport de la vendange exclut les bennes avec pompe de vidange. Les bennes doivent se vider par gravité afin de ne pas abîmer le raisin. 
La richesse en sucre du raisin doit être d'au moins 221 grammes, soit 14 % de volume en titre alcoométrique naturel pour un vin blanc sans mention et de 255 grammes, soit 17 % de volume en titre alcoométrique naturel pour les vins portant la mention « sélection de grains nobles ».

## La vinification

### Travail au chai
Le raisin est travaillé de manière douce pour préserver les grains de raisin fragiles. Lors de la réception de la vendange, le raisin est pressé directement. La présence de pourriture noble demande une montée en pression très lente du pressoir à vin pour laisser au moût le temps de s'écouler et éviter que la pulpe ne sorte par les orifices de drainage du pressoir. Les pressoirs continus sont interdits. Le moût est mis à débourber pendant quelques heures avant d'être mis en cuve ou en barrique pour y effectuer la fermentation alcoolique. La fermentation peut s'interrompre naturellement par mort des levures (parce que l'alcool est leur déchet et peut les empoisonner) ou par intervention du vinificateur: il filtre le vin à travers un filtre assez fin pour éliminer les levures et ajoute du SO2 (sulfite) pour éviter une reprise de fermentation et stabiliser le vin.
Lors des assemblages, chaque lot doit comporter au moins 80 % de cépages principaux.

### Normes analytiques
En fin de fermentation, le vin doit conserver au moins 45 grammes de sucre non fermenté par litre pour un vin sans mention et au moins 85 grammes de sucre par litre pour les vins portant la mention sélection de grains nobles. Lorsque les vins sont enrichis en sucre, (chaptalisation) le degré alcoolique ne doit pas dépasser 20 % et les vins portant la mention sélection de grains nobles ne peuvent pas être enrichis.
L'acidité volatile est limitée à 25 milliéquivalents ou 1,225 grammes par litre exprimé en H2SO4.

### Élevage du vin

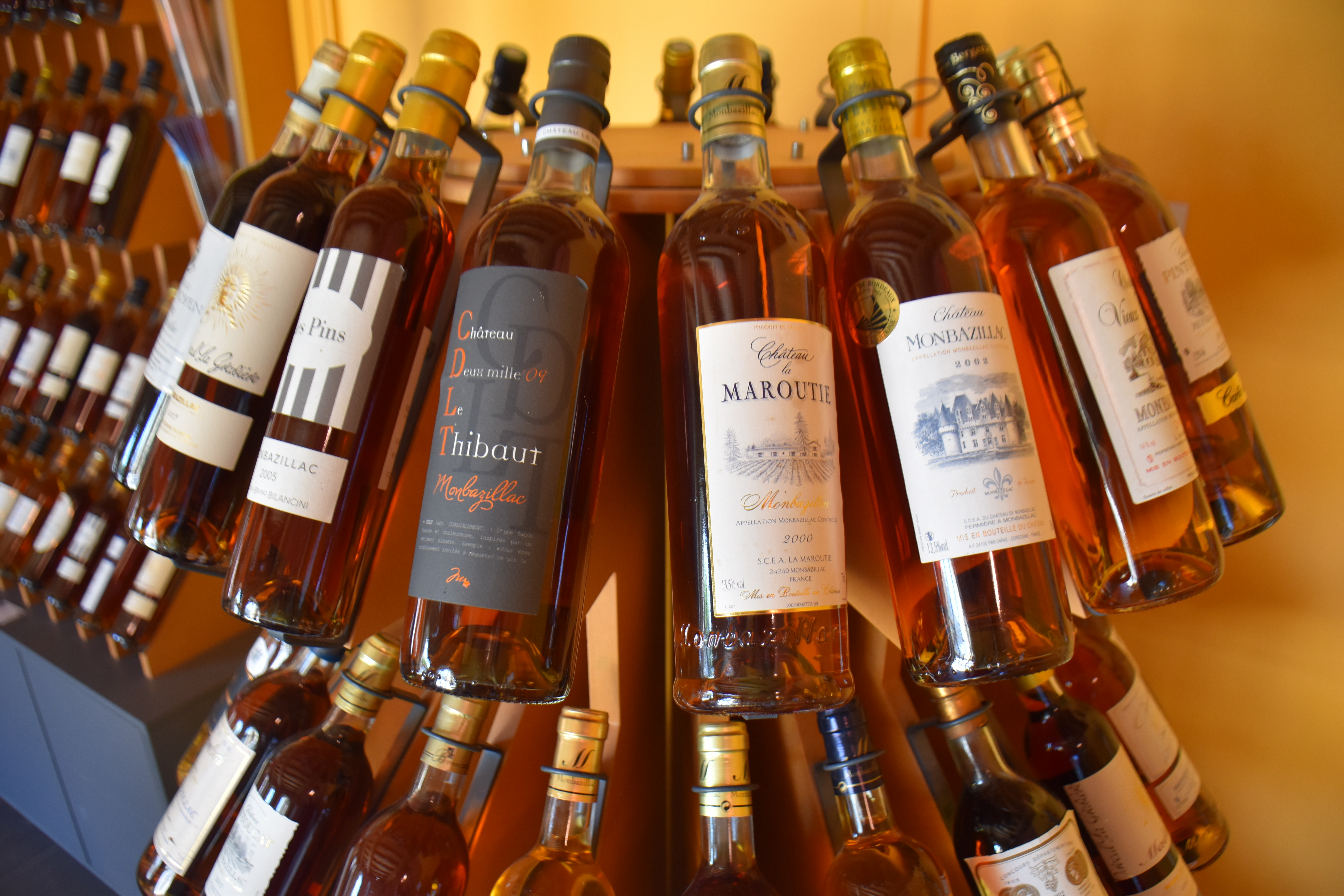
Echantillon de bouteilles de Monbazillac.

Le vin est élevé en cave fraiche, en cuve ou en barrique. Au cours de cette opération, les particules en suspension se déposent. Ce sont les lies. Elles sont éliminées par des soutirages.
Le monbazillac doit être élevé pendant plusieurs mois. La date de possibilité de mise à la commercialisation est le 15 mai de l'année qui suit celle de la récolte. Pour les vins issus de sélection de grains nobles, la date est portée au 1er juin qui suit la deuxième année qui suit la récolte. Ainsi, pour du raisin récolté à l'automne 2007, le monbazillac peut être vendu à partir du 15 mai 2008 et le monbazillac sélection de grains nobles doit attendre le 1er juin 2009.

## Gastronomie

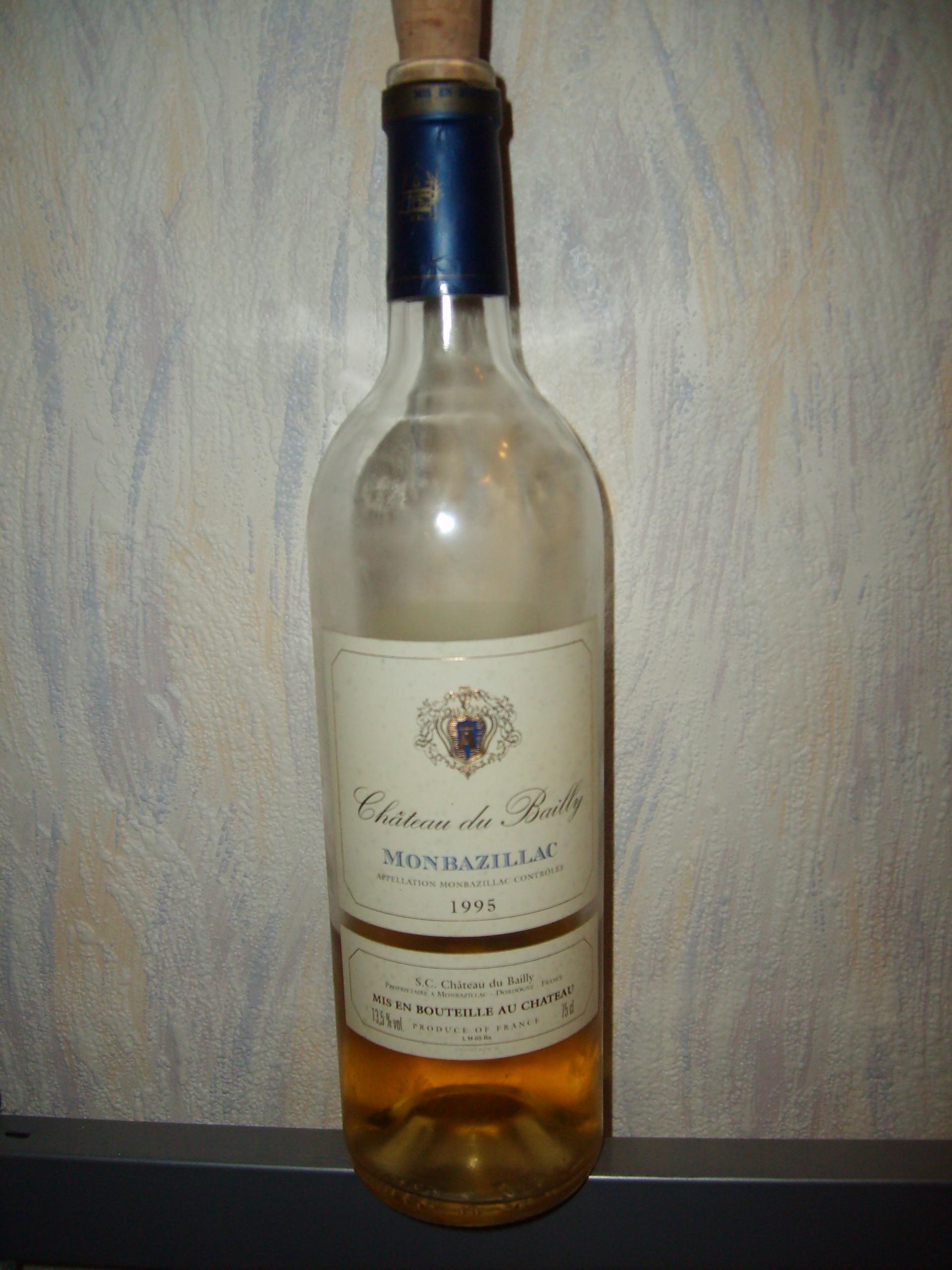
Bouteille entamée du vin couleur d'or.

### Dégustation
Les monbazillacs ont une couleur paille à nuances dorées. Cette teinte fonce et s'accentue au fil des années. Liquoreux ou moelleux, riches en glycérol et autres corps sucrés, ils sont puissants, corsés.
Bus jeunes (4 à 5 ans), ils sont déjà agréables et séduisants, mais gagnent en vieillissant. Ils acquièrent alors une finesse, un moelleux et un bouquet qui développe des arômes de miel, de fleurs d'acacia et de pêches,  des nuances de mirabelles et d'agrumes confits, d'épices.
Ce sont des vins qui, lorsqu'ils sont réussis et que le millésime leur a été favorable, peuvent vieillir 20 à 30 ans voire plus.
Le facteur essentiel dans l'élaboration de ce vin est lié à un élément du méso-climat : le Botrytis cinerea. Ce champignon se développe et permet la concentration des raisins lorsqu'il est soumis à une alternance de périodes fraîches et humides et de périodes chaudes et ensoleillées. Et c'est paradoxalement le secteur nord qui, grâce à l'humidité matinale de la vallée et à l'ensoleillement tardif de la journée, bénéficie du meilleur climat pour l'élaboration de vins liquoreux de grande qualité. Des raisins présentant une concentration naturelle par sur-maturation, sans action de la pourriture noble, peuvent prétendre à l'appellation d'origine contrôlée Monbazillac.

### Accord à table
Vin d'apéritif, il se marie avec des amuse-gueule au fromage ou au foie gras. À table, il révèle sa texture corsée sur un foie gras ou avec un poulet à la crème et aux champignons. En fin de repas, son accord le meilleur se fera avec des fromages à pâte persillée comme le roquefort ou un bleu d'Auvergne bien affiné. Au dessert, il est plus à son avantage avec les crèmes et fruits cuits qu'avec le chocolat.

## Production
|                            | 2004   | 2005   | 2008   |
| -------------------------- | ------ | ------ | ------ |
| Surface (en hectare)       | 2113   | 1905   | 1949   |
| Production (en hectolitre) | 50 560 | 51 040 | 44 152 |

En 2005, la production concernait 169 opérateurs dont 164 viticulteurs. Les 128 vinificateurs sont répartis entre 123 caves particulières, 4 caves coopératives et 1 négociant.

## Sources